# Jasenje, Kozarska Dubica
Jasenje je naselje v občini Kozarska Dubica, Bosna in Hercegovina. 

## Deli naselja
Alavuci, Bijelići, Jasenje, Savići, Vrebci in Zakići.

## Prebivalstvo
| Pregled števila prebivalcev po letih | Pregled števila prebivalcev po letih | Pregled števila prebivalcev po letih | Pregled števila prebivalcev po letih | Pregled števila prebivalcev po letih | Pregled števila prebivalcev po letih |
| ------------------------------------ | ------------------------------------ | ------------------------------------ | ------------------------------------ | ------------------------------------ | ------------------------------------ |
| 1948                                 | 1953                                 | 1961                                 | 1971                                 | 1981                                 | 1991                                 |
| -                                    | -                                    | -                                    | 201                                  | 157                                  | 133                                  |

| Narodna sestava prebivalstva po letih                                                                                      | Narodna sestava prebivalstva po letih                                                                                      | Narodna sestava prebivalstva po letih                                                                                      |
| --- | --- | --- |
| 1971 | 1981 | 1991 |
| . skupaj: 201 Srbi 200 (99,50 %) Hrvati 0 (0,00 %) Muslimani 0 (0,00 %) Jugoslovani 0 (0,00 %) drugi in neznano 1 (0,49 %) | . skupaj: 157 Srbi 153 (97,45 %) Hrvati 0 (0,00 %) Muslimani 0 (0,00 %) Jugoslovani 4 (2,54 %) drugi in neznano 0 (0,00 %) | . skupaj: 133 Srbi 129 (96,99 %) Muslimani 1 (0,75 %) Hrvati 0 (0,00 %) Jugoslovani 3 (2,25 %) drugi in neznano 0 (0,00 %) |